# Ottagono
L'ottagono, in geometria, è un poligono con otto lati.

Ottagono regolare
Ottagono convesso (irregolare)
Ottagono concavo
Ottagono complesso

## Ottagoni regolari
Per ottagono regolare si intende un ottagono convesso avente i lati della stessa lunghezza e gli angoli della stessa ampiezza (pari a 135°).
L'area dell'ottagono regolare di lato a si ricava con la seguente formula:
{\displaystyle A=2a^{2}\cot {\frac {\pi }{8}}=2(1+{\sqrt {2}})a^{2}\simeq 4,82843a^{2}.}
L'apotema di un ottagono di lato a è dunque pari a 
{\displaystyle a{\frac {1+{\sqrt {2}}}{2}}=a1,207\dots }

### Costruzione
È possibile costruire un ottagono regolare con riga e compasso. Il procedimento è illustrato, in 18 passi, dalla seguente animazione. Da notare che l'apertura del compasso rimane fissa nei passaggi da 7 a 10.

Animazione sulla costruzione di un ottagono regolare.

## Simbologia
Il numero 8 fu importante soprattutto nell'arte Cristiana per il significato di questo numero come si enuncia nelle parole di Sant'Ambrogio:
(Sant'Ambrogio, IV secolo d.C.)
Sette sono i giorni della Creazione secondo la Genesi, sette i giorni della settimana e l'ottavo è il giorno in più, l'eternità. L'otto simboleggiato dall'ottagono, infatti, rappresenta l'equilibrio cosmico nonché lo spirito universale per gli islamici.

## Architettura
La forma ottagonale nell'architettura ebbe subito grande importanza anche se la diffusione ne è limitata. Edifici a pianta ottagonale si iniziano a vedere nell'architettura romanica dove ne sono esempi i battisteri. 

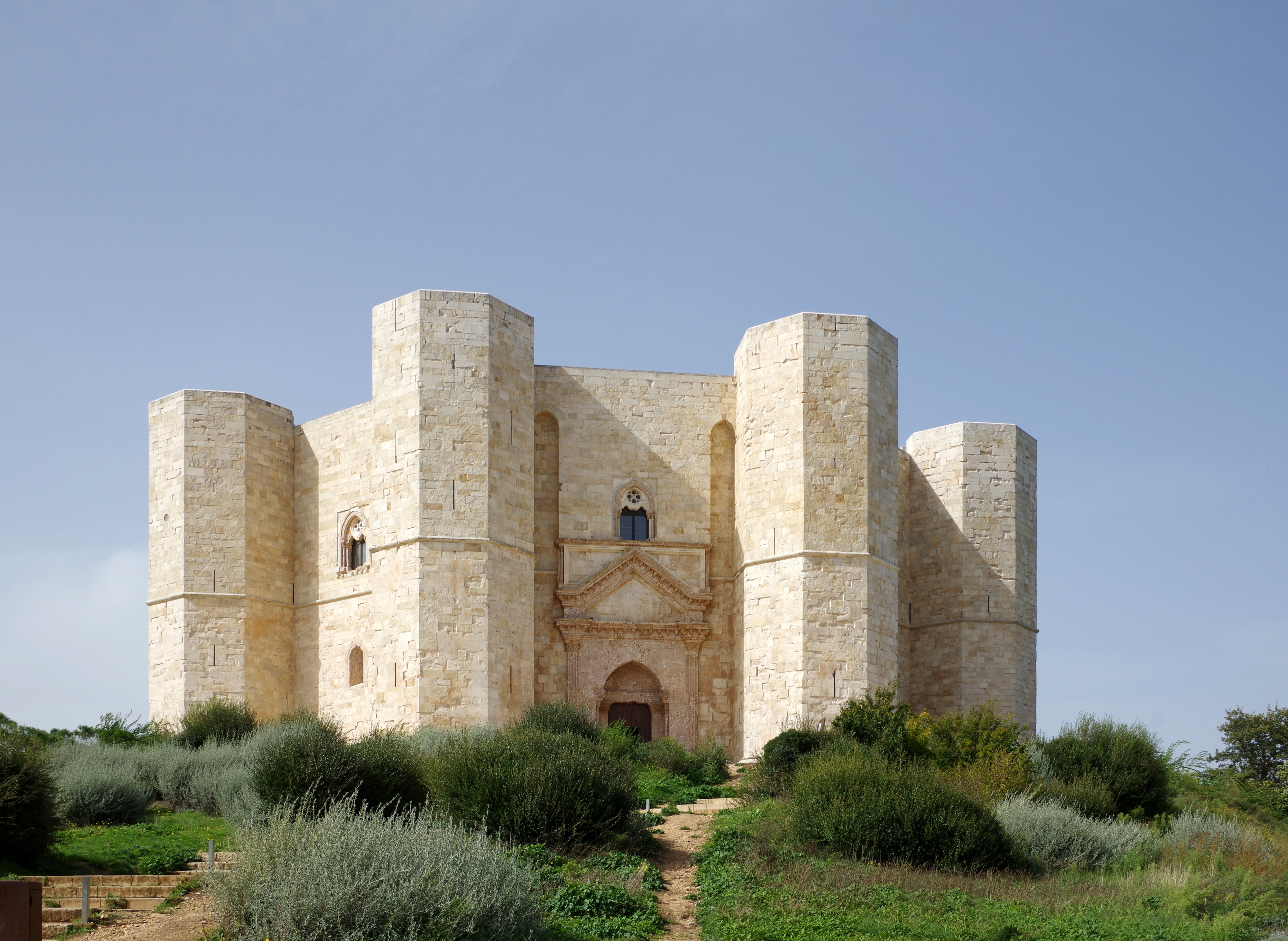
Veduta di Castel del Monte, dal caratteristico perimetro ottagonale.

Sette sono i giorni della Creazione secondo la Genesi, sette i giorni della settimana e l'ottavo è l'eternità. Lo studioso Jacques Le Goff scrive: «In un trattato edito nella Patrologia del Migne, Ugo di San Vittore esponendo i dati numerici simbolici secondo le Scritture, spiega il significato delle ineguaglianze tra i numeri [...] 8 maggiore del 7 è l'eternità dopo la vita terrena  - si ritrova l'8 dell'ottagono di Aquisgrana, di San Vitale a Ravenna, del Santo Sepolcro, della Gerusalemme Celeste». Il battistero di Firenze, il battistero di Pistoia, il battistero di Ascoli Piceno, il Battistero Neoniano e il Battistero degli ariani a Ravenna, il battistero di Albenga, il battistero della Basilica di Santa Maria Assunta (Aquileia), il battistero di Grado, il battistero di Cremona, il battistero di Parma nonché il battistero della Basilica Eufrasiana di Parenzo in Istria sono ottagoni. «Dei battisteri antichi che ancora si conservano, la maggior parte ha una struttura ottagonale, che si ispira soprattutto al Battistero di San Giovanni in Laterano, modello imitato per secoli. La forma rappresenta l'ottavo giorno della settimana, il nuovo giorno, in cui inizia l'era del Cristo: dopo i sei giorni della creazione e dopo il settimo, cioè il sabato, l'ottavo rappresenta l'Eternità, la resurrezione di Gesù e quella dell'umanità». L'otto è dunque un numero escatologico e l'autore della Lettera di Barnaba, nel commento alle Scritture, fa dire a Dio: «Mettendo fine all'universo, darò inizio all'ottavo giorno, vale a dire a un altro mondo. Per questo motivo celebriamo con gioia l'ottavo giorno, nel quale Gesù è risorto» (par. 16).
Questa simbologia è talvolta chiamata dai Padri della Chiesa «ogdoade», cioè «gruppo di otto». Essa rappresenta il mondo nuovo, nato dalla Resurrezione di Cristo, e la dimora celeste dei beati. Origene parla del «mistero dell'ogdoade» e Ilario di Poitiers di sacramentum ogdoadis: è attraverso il battesimo che si resuscita con Cristo e si diventa cittadini del regno di Dio.
Nell'architettura moderna una casa ottagonale è una casa costruita con la forma di un ottagono la Poplar Forest di Thomas Jefferson, vicino a Lynchburg (Virginia) e la Tayloe House a Washington, progettata da William Thornton per il colonnello John Tayloe.

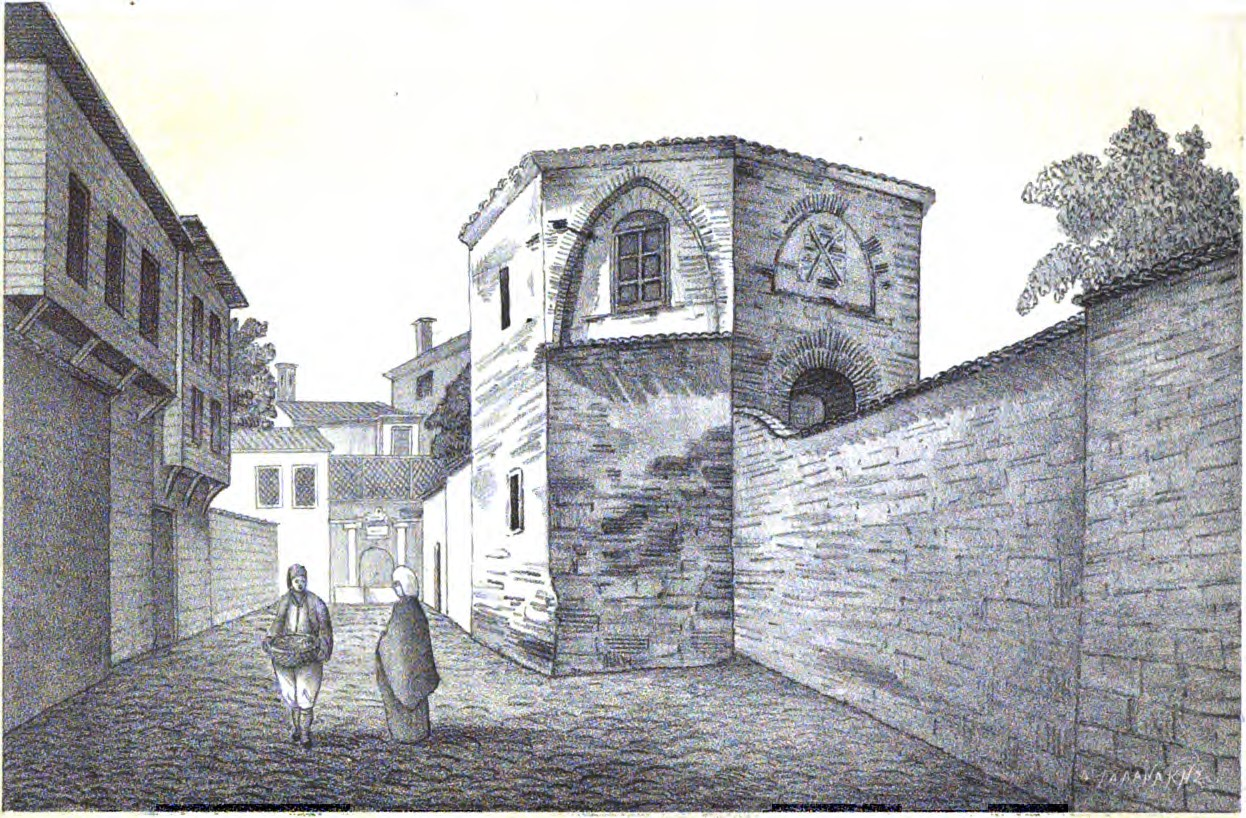
La Moschea di Şeyh Süleyman a Istanbul, un esempio di architettura bizantina con cupola ottagonale

In Italia Castel del Monte (vicino ad Andria, in Puglia), rappresentato anche sulle monete da un centesimo di Euro, è un edificio di pianta ottagonale, come ottagonali sono anche le torrette presenti ad ogni vertice.
Torre Santa Sabina invece ha la forma di ottagono concavo.

### Architettura islamica

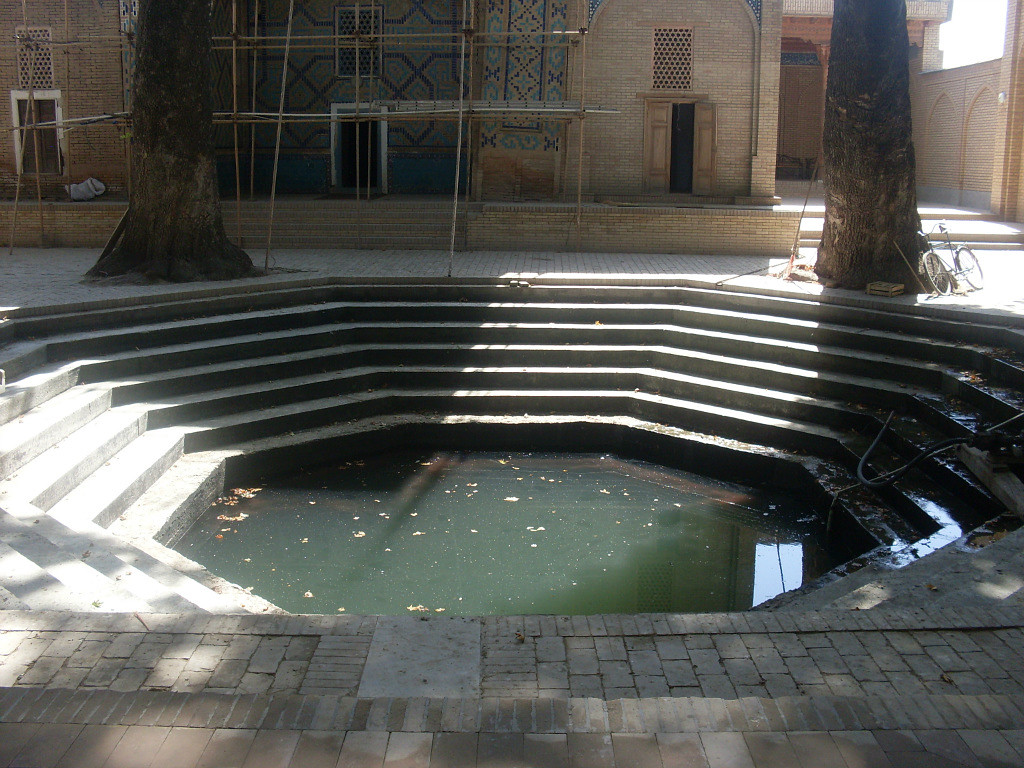
Un howz

In architettura islamica all'interno delle moschee o in certi edifici civili del passato sono presenti gli howz, delle vasche per le abluzioni o per mera funzione decorativa che hanno forma ottagonale.

Rappresentazione degli esagrammi taoisti iscritti in un ottagono